# Boletina rejecta
Boletina rejecta är en tvåvingeart som beskrevs av Edwards 1941. Boletina rejecta ingår i släktet Boletina och familjen svampmyggor. Arten är reproducerande i Sverige. Inga underarter finns listade i Catalogue of Life.